# Гремячий (Самарская область)
Гремячий (чув. Киремет) — село в Сызранском районе Самарской области в составе сельского поселения Старая Рачейка.

## История
Название села взято из небольшой реки Гремячий ключ, которая протекает рядом.

## География
Находится в верховьях реки Уса на расстоянии примерно 2,5 км к востоку от села Смолькино и в 37 км к северо-западу от Сызрани.

## Население
| 2010 |
| ---- |
| 2    |

Постоянное население составляло 0 человек в 2002 году.